# 山元宗
山 元宗（やま もとむね、1944年〈昭和19年〉1月5日 - ）は、日本の政治家、教育者。元与論町長（2期）。

## 来歴
与論町那間出身。1966年（昭和41年、3月、都留文科大学を卒業したのち、与論町立与論小学校に赴任。以後、大島郡内の小学校教諭を歴任する。
1989年（平成元年）4月、鹿児島県立図書館奄美分館指導主事に着任する。
1992年（平成4年）4月、徳之島町立亀津小学校教頭に着任する。
1995年（平成7年）4月、笠利町立節田小学校校長に着任。以後、知名町立下平川小学校校長、与論町立与論小学校校長を歴任する。
2008年（平成20年）1月、与論町教育委員長、与論町明るい選挙推進委員長に就任する。
2015年（平成27年）9月、新人で与論町長選挙に出馬し、同じく新人の高井克彦を破り、初当選。
2019年（令和元年）9月、任期満了に伴う与論町長選挙に出馬し、無投票で再選を果たす。

## 政策
- 選挙公約として港の抜港対策を主張しており、「町や議会が取り組むべき課題である」と訴えている[2]。
- 年間10万人程度の観光客を誘致することを目標としており、自然を生かした観光を推進している[2]。
- 農業振興として、与論島の耕地面積が狭いことからサトウキビの単収を上げることを推進しており、そのための土地改良事業を進めている[2]。また、堆肥センターの活用を推進し、将来的に堆肥センターを民間に委託し、堆肥の質の向上を目指している[2]。

### 新型コロナウイルス対策
2020年（令和2年）7月22日、与論徳洲会病院の看護師1人が新型コロナウイルスに感染したことが確認され、町唯一の総合病院で院内感染が発生した。これを受けて、町は同日夜に対策本部会議を開き、23日から町内の公共施設を休館し、25日以降、認定子ども園を休園とすることを決めた。会議後、山は町内放送で不要不急の外出を自粛し、換気を徹底するよう町民に呼びかけた。

## 私生活
- 趣味は潮干狩りと釣り[2]。
- 子どもは長男と長女の2人で、現在は妻と2人暮らし[2]。家庭円満の秘訣は「家内の言う通りにすること」と語っている[2]。